# مايكل إ. ثورنتون
مايكل إدوين ثورنتون (بالإنجليزية: Michael Edwin Thornton)‏ (ولد في 23 مارس 1949 في غرينفيل، الولايات المتحدة) متقاعد من قوة العمليات الخاصة الابتدائية للبحرية الأمريكية وحائز على أعلى ميدالية الشرف في الجيش الأمريكي على أفعاله في حرب فيتنام. حصل على الميدالية لإنقاذ حياة الضابط الأعلى من رتبة الملازم توماس ر. نوريس الذي حصل أيضا على وسام الشرف في حادث لا علاقة له.
شارك أيضا في حرب الخليج الثانية.